# 전주시
전주시(全州市)는 대한민국 전북특별자치도  내륙에 위치한 시이자 전북특별자치도청 소재지이다. 대부분의 지역이  완주군에 둘러싸여 있으며, 서쪽으로는 김제시, 서북쪽으로는 익산시와 접한다. 면적은 205.5 km2, 인구는 약 65만 명이다. 시청은 서노송동에 있고, 행정 구역은 2구(완산구, 덕진구) 34행정동 82법정동이다.
조선시대에는 전라도 감영 소재지로서 호남 지방의 중심지 역할을 하였다. 전주 풍패지관, 경기전, 풍남문, 전주한옥마을 등의 명소가 있다. 지방자치법상 특례시이며, 전국대도시시장협의회의 회원시이다.

## 역사

### 지명 유래
전주(全州)와 이전 이름 완산(完山)에서 '전(全)'과 '완(完)'은 '온전하다'는 뜻의 순우리말 '온'에서 비롯되었다. 마한 시대의 원산(圓山)에서 원(圓)을 '온'의 차자(借字)로 보아 이를 전주로 비정하는 견해도 있다. 백제 시대에는 완산(完山)이라고 불렀으며, 전주라는 지명은 남북국 시대인 757년(경덕왕 16년)에 지명 한화(漢化) 정책에 따라 '완(完)'을 의역해 완산주(完山州)를 전주(全州)로 고치고 1주, 1소경, 10군, 31현을 거느리게 하면서 시작되었다.
전주는 '비사벌'이라고 불리기도 했다. 이는 《삼국사기》의 지리지 백제편에서 완산의 별칭이 '비사벌'이라고 주(註)를 달았기 때문이다. 그러나 같은 책 지리지 신라 양주편에는 비사벌이 화왕군(현 경상남도 창녕군)의 원래 이름이라고 쓰여 있다. 이에 대해서는 비사벌에 설치됐던 하주정(下州停)과 이를 폐지하고 설치된 완산정(完山停)을 헷갈려 잘못 기록했다고 보는 것이 통설이다.

### 고대와 중세
- 마한 : 불사분사국(不斯濆邪國)으로 추정됨.
- 백제시대 : 완산(完山)이라 불렸다.
- 685년(신라 신문왕 5년) : 완산주를 설치하였다.
- 757년(신라 경덕왕 16년) : 완산주를 전주(全州)라 개칭하였다.
- 892년 : 견훤이 후백제를 건국하고, 전주를 도읍지로 삼았다. 후백제가 망한 936년까지 수도(首都)였다.
- 983년(고려 성종 2년) 처음으로 십이목(十二牧)을 두었는데 이 때, 전주에 전주목(全州牧)을 두었다.
- 1005년 : 전주에 절도사를 두었다.
- 1018년(고려 현종 9년) : 강남도(江南道)와 해양도(海陽道)를 합하여 전라도라 하고, 전주에 안남대도호부를 설치하였다.
- 1022년 : 전주목이 설치되어 12목의 일원이 되었다.
- 1182년(무신 정권 시기) : 관노비와 군인들이 합세해서 전주성을 점령하고 여러 달 동안 저항하였다.
- 1355년 : 원나라의 사신을 잡아 가둔 일로 부곡으로 강등되었다가 한 해가 흐른 뒤에 환원되었다.
- 1388년 : 풍남문 등 전주부성이 축성되었다.

### 조선시대
| Daedongyeojido (Gyujanggak) 16-04.jpg |
| Daedongyeojido (Gyujanggak) 17-04.jpg |

- 조선시대 : 전라도의 감영 소재지로서 전라도를 관할하였다.
- 1392년(조선 태조 원년) : 조선 왕조의 조상이 살았던 지역이라는 이유로 완산 유수부가 설치되었다.
- 1403년(조선 태종 3년) : 전주부로 개칭하였다.
- 1410년(조선 태종 10년) : 이태조 어용진전을 창건하였다.
- 1439년(조선 세종 21년) : 전주에 실록각이 설치되었다.
- 1895년 6월 23일(음력 윤5월 1일) : 전주부 전주군[8]
- 1896년 8월 4일 : 전라북도의 수부(首部)가 전주에 설치되었다.[9]

### 일제강점기

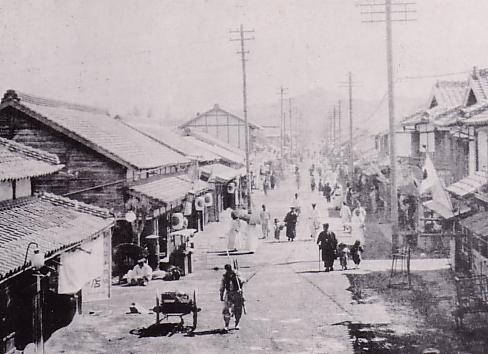
일제시대의 전주부 다이쇼 정(현재의 중앙동)

- 1914년 4월 1일 : 부군통폐합 때 고산군을 통합하여 전주군으로 개편하였다.[10] 전주면이 설치되었다.
- 1930년 7월 1일 : 전주군 이동면 노송리, 화산리, 상생리, 검암리 일부 등이 전주면에 편입되었다.[11]
- 1931년 4월 1일 : 전주면이 전주읍으로 승격하였다.[12]
- 1935년 10월 1일 : 전주읍이 전주부로 승격되고, 전주읍을 제외한 전주군의 나머지 지역은 완주군으로 개편되었다.[13]
- 1940년 11월 1일 : 완주군 이동면(검암리, 인후리, 중산리, 서신리)과 조촌면 상가리 등이 전주부에 편입되었다.[14]

### 대한민국
- 1949년 8월 15일 : 대한민국 지방자치법 실시에 따라 전주부가 전주시로 개칭하였다.[15]
- 1957년 11월 6일 : 완주군 초포면·우전면 일원, 조촌면·용진면·상관면 일부가 전주시에 편입되었다.[16]
- 1983년 2월 15일 : 완주군 상관면 대성리·색장리, 용진면 산정리 일부가 전주시에 편입되었다.[17]
- 1987년 1월 1일 : 완주군 조촌읍이 전주시에 편입되었다.[18]
- 1988년 7월 1일 : 완산출장소와 덕진출장소가 설치되었다.[19]
- 1989년 1월 1일 : 완주군 용진면 산정리, 금상리와 구이면 용복리, 중인리, 원당리, 석구리가 전주시에 편입되었다.[20]
- 1989년 5월 1일 : 완산출장소와 덕진출장소가 완산구, 덕진구로 승격하여 2개의 구가 신설되었다.[21]
- 1990년 8월 1일 : 완주군 이서면 상림리, 중리가 전주시에 편입되었다.
- 1994년 12월 26일 : 김제군 백구면 도덕리, 강흥리, 도도리와 용지면 남정리가 전주시에 편입되었다.[22]
- 1995년 4월 20일 : 완산구에 효자출장소가 설치되었다.
- 1998년 8월 1일 : 효자출장소가 폐지되었다.
- 2020년 5월 15일 : 덕진구 동산동의 법정동명을 여의동2가로 변경하였다.
- 2024년 1월 18일: 법률 제19430호로 전라북도 전주시에서 전북특별자치도 전주시로 개편되었다.

## 지리

### 지형
동경 126°59′∼127°14′, 북위 35°43′∼35°53′에 위치하고 있으며 면적은 206 km2이다. 완주군이 시 경계의 대부분과 맞닿아 있으며, 서쪽으로는 김제시와, 북쪽으로는 익산시와 접하고 있다. 북동으로부터 남서로 노령산맥의 지류인 기린봉, 고덕산, 남고산, 모악산 등이 뻗어 있으며, 시 곳곳에 200m 내외의 황방산, 가련산, 건지산, 완산칠봉 등이 자리잡고 있어 전체적으로 산이 남쪽에서 시가지를 감싸고 있는 형태이다.
만경강의 제1지류인 전주천은 시 남동쪽에 있는 관촌평야에서 기원하여 시역을 남동쪽에서 북서쪽으로 관통하여 흐르며, 덕진구 전미동에서 소양천과 합류해 만경강 본류를 이루어 시의 북쪽 경계를 이룬다. 전주천의 지류인 삼천은 시의 남동쪽을 지나는 노령산맥의 서쪽 사면에서 발원하여 완주군 구이면에서 들어와 시의 서쪽을 북쪽으로 흐르다 덕진구 팔복동(추천)에서 전주천에 합류한다. 최근에는 시가지를 흐르던 노송천의 복원계획이 발표되었다.
시가지의 대부분은 전주천 충적토상(沖積土上)에 건설되어 대체로 평탄하며 전주천변을 중심으로 남동쪽에서 북서쪽으로 완만한 경사를 이루고 있다.

### 기후
전주의 연평균 기온은 13.7°C이고, 연강수량 1299.3mm이다.
| 전주기상지청 (전주시 덕진구 덕진동2가, 해발 60.44m)의 기후 | 전주기상지청 (전주시 덕진구 덕진동2가, 해발 60.44m)의 기후 | 전주기상지청 (전주시 덕진구 덕진동2가, 해발 60.44m)의 기후 | 전주기상지청 (전주시 덕진구 덕진동2가, 해발 60.44m)의 기후 | 전주기상지청 (전주시 덕진구 덕진동2가, 해발 60.44m)의 기후 | 전주기상지청 (전주시 덕진구 덕진동2가, 해발 60.44m)의 기후 | 전주기상지청 (전주시 덕진구 덕진동2가, 해발 60.44m)의 기후 | 전주기상지청 (전주시 덕진구 덕진동2가, 해발 60.44m)의 기후 | 전주기상지청 (전주시 덕진구 덕진동2가, 해발 60.44m)의 기후 | 전주기상지청 (전주시 덕진구 덕진동2가, 해발 60.44m)의 기후 | 전주기상지청 (전주시 덕진구 덕진동2가, 해발 60.44m)의 기후 | 전주기상지청 (전주시 덕진구 덕진동2가, 해발 60.44m)의 기후 | 전주기상지청 (전주시 덕진구 덕진동2가, 해발 60.44m)의 기후 | 전주기상지청 (전주시 덕진구 덕진동2가, 해발 60.44m)의 기후 |
| 월                                                         | 1월                                                        | 2월                                                        | 3월                                                        | 4월                                                        | 5월                                                        | 6월                                                        | 7월                                                        | 8월                                                        | 9월                                                        | 10월                                                       | 11월                                                       | 12월                                                       | 연간                                                       |
| ---------------------------------------------------------- | ---------------------------------------------------------- | ---------------------------------------------------------- | ---------------------------------------------------------- | ---------------------------------------------------------- | ---------------------------------------------------------- | ---------------------------------------------------------- | ---------------------------------------------------------- | ---------------------------------------------------------- | ---------------------------------------------------------- | ---------------------------------------------------------- | ---------------------------------------------------------- | ---------------------------------------------------------- | ---------------------------------------------------------- |
| 역대 최고 기온 °C (°F)                                     | 18.3 (64.9)                                                | 22.9 (73.2)                                                | 29.6 (85.3)                                                | 31.2 (88.2)                                                | 35.1 (95.2)                                                | 35.8 (96.4)                                                | 38.6 (101.5)                                               | 38.9 (102.0)                                               | 34.5 (94.1)                                                | 31.5 (88.7)                                                | 28.0 (82.4)                                                | 23.0 (73.4)                                                | 38.9 (102.0)                                               |
| 일평균 최고 기온 °C (°F)                                   | 4.8 (40.6)                                                 | 7.5 (45.5)                                                 | 13.0 (55.4)                                                | 19.7 (67.5)                                                | 25.0 (77.0)                                                | 28.4 (83.1)                                                | 30.6 (87.1)                                                | 31.3 (88.3)                                                | 27.4 (81.3)                                                | 21.7 (71.1)                                                | 14.4 (57.9)                                                | 7.1 (44.8)                                                 | 19.2 (66.6)                                                |
| 일일 평균 기온 °C (°F)                                     | 0.0 (32.0)                                                 | 2.0 (35.6)                                                 | 6.8 (44.2)                                                 | 12.9 (55.2)                                                | 18.5 (65.3)                                                | 22.8 (73.0)                                                | 26.2 (79.2)                                                | 26.5 (79.7)                                                | 21.9 (71.4)                                                | 15.4 (59.7)                                                | 8.8 (47.8)                                                 | 2.2 (36.0)                                                 | 13.7 (56.7)                                                |
| 일평균 최저 기온 °C (°F)                                   | −4.3 (24.3)                                                | −2.8 (27.0)                                                | 1.4 (34.5)                                                 | 6.9 (44.4)                                                 | 12.7 (54.9)                                                | 18.2 (64.8)                                                | 22.7 (72.9)                                                | 22.9 (73.2)                                                | 17.4 (63.3)                                                | 10.1 (50.2)                                                | 3.9 (39.0)                                                 | −2.1 (28.2)                                                | 8.9 (48.0)                                                 |
| 역대 최저 기온 °C (°F)                                     | −17.1 (1.2)                                                | −16.6 (2.1)                                                | −12.2 (10.0)                                               | −3.9 (25.0)                                                | 2.2 (36.0)                                                 | 8.2 (46.8)                                                 | 12.1 (53.8)                                                | 12.5 (54.5)                                                | 4.0 (39.2)                                                 | −2.7 (27.1)                                                | −8.4 (16.9)                                                | −15.0 (5.0)                                                | −17.1 (1.2)                                                |
| 평균 강수량 mm (인치)                                      | 26.9 (1.06)                                                | 36.8 (1.45)                                                | 53.7 (2.11)                                                | 78.4 (3.09)                                                | 82.8 (3.26)                                                | 159.0 (6.26)                                               | 302.8 (11.92)                                              | 289.6 (11.40)                                              | 128.2 (5.05)                                               | 57.3 (2.26)                                                | 49.8 (1.96)                                                | 34.0 (1.34)                                                | 1,299.3 (51.15)                                            |
| 평균 강수일수 (≥ 0.1 mm)                                   | 8.3                                                        | 6.9                                                        | 9.4                                                        | 8.7                                                        | 8.9                                                        | 10.3                                                       | 16.0                                                       | 15.0                                                       | 9.3                                                        | 6.6                                                        | 8.9                                                        | 9.0                                                        | 117.3                                                      |
| 평균 강설일수                                              | 8.3                                                        | 5.0                                                        | 2.3                                                        | 0.2                                                        | 0.0                                                        | 0.0                                                        | 0.0                                                        | 0.0                                                        | 0.0                                                        | 0.0                                                        | 1.4                                                        | 7.2                                                        | 24.4                                                       |
| 평균 상대 습도 (%)                                         | 66.8                                                       | 63.5                                                       | 60.9                                                       | 59.1                                                       | 63.2                                                       | 70.6                                                       | 77.5                                                       | 76.9                                                       | 73.4                                                       | 69.4                                                       | 67.4                                                       | 67.6                                                       | 68.0                                                       |
| 평균 월간 일조시간                                         | 151.2                                                      | 162.3                                                      | 191.7                                                      | 209.7                                                      | 220.5                                                      | 168.1                                                      | 133.1                                                      | 153.1                                                      | 169.6                                                      | 198.7                                                      | 158.1                                                      | 142.9                                                      | 2,059                                                      |
| 출처: 기상청 (평년값: 1991년~2020년, 극값: 1918년~현재)    |                                                            |                                                            |                                                            |                                                            |                                                            |                                                            |                                                            |                                                            |                                                            |                                                            |                                                            |                                                            |                                                            |

## 행정 구역
전주시의 행정 구역은 2구 34행정동 82법정동으로 구성되어 있다. 면적은 205.5 km2이고, 인구는 2019년 12월 말 주민등록 기준으로 65만1091 명, 26만6541 가구이다.
| 행정구 | 한자   | 면적 (km2) | 인구    | 세대    |
| ------ | ------ | ---------- | ------- | ------- |
| 완산구 | 完山區 | 92.54      | 338,839 | 143,731 |
| 덕진구 | 德津區 | 112.95     | 315,555 | 130,022 |
| 전주시 | 全州市 | 205.5      | 654,394 | 273,753 |

완산구는 전주천과 서산(西山, 화산공원)을 경계로 과거 전주부 시절부터 도심이었던 원도심과 도청이 있는 신도심으로 구분된다. 원도심 지역은 역사·문화 유적이 밀집되어 있어 관광객이 많이 찾고 있으며, 신도심은 행정과 상업 기능이 밀집된 행정·주거지역으로 개발되었다. 전주시청은 원도심에, 전북특별자치도청, 전북특별자치도경찰청 등 전북특별자치도의 주요 행정기관은 신도심에 위치해있다.
덕진구는 원도심과 가까운 진북동, 인후동, 금암동, 덕진동 등 일대가 먼저 개발되어 1970년대부터 부도심 역할을 하였다. 2000년대 들어서는 신흥주거지인 송천동을 시작으로 전주 북부권 개발이 진행 중이다.

### 행정구역 통합 문제
1935년 전주읍이 전주부로 승격되면서 전주군이 전주시와 완주군으로 분리되었기 때문에 완주군과의 통합 논의가 있는데, 2013년 6월 26일에 실시된 완주군 주민투표에서 유효투표 총수의 55%가 반대해 통합이 무산된 적이 있다. 2024년 6월 말 주민등록 기준으로 전주시의 인구는 63만9354명, 완주군의 인구는 9만8878명이었다. 면적이 좁은 전주시의 주민등록 인구는 2021년 65만8천명을 정점으로 줄어들고 있고, 면적이 넓은 완주군은 같은 해 9만1천명에서 산업단지 확장의 영향으로 인구가 늘고 있다.

### 공공기관
- 전북특별자치도청
- 전주시청
- 광주고등법원 전주부, 전주지방법원
- 전주지방검찰청
- 전북특별자치도교육청
- 전북지방우정청
- 전북특별자치도경찰청
- 광주지방보훈청 전북동부보훈지청
- 광주지방고용노동청 전주고용노동지청
- 전북지방중소벤처기업청
- 전북지방조달청
- 전북지방병무청
- 전북특별자치도선거관리위원회

#### 도시개발사업
- 서부신시가지

전주시 효자동 일원 2.53 km2을 개발한 사업으로 전북특별자치도의 경제, 사회, 문화, 행정 등 중심기능을 담당할 중핵도시와 미래형 신시가지 조성을 목표로 추진되었다. 사업비로 4,560억원이 투입되었으며, 2008년에 준공되었으며 전북특별자치도청, 전북특별자치도경찰청, KBS전주방송총국, 전북특별자치도선거관리위원회, 전북지방중소벤처기업청, 전북지방우정청 등의 관공서와 주요시설이 들어서 있다.
- 전북혁신도시

전주시 덕진구 혁신동, 완주군 이서면 갈산리·금평리·반교리 일대 9.9 km2에 2009년 착공하여 2017년까지 국민연금공단, 농촌진흥청, 한국국토정보공사, 한국전기안전공사 등 12개 이전 대상 공공기관이 모두 이전을 완료하였다. 전국 10개 혁신도시 중 최대 규모이며, LH와 전북개발공사가 총 1조5229억원을 투자해 인구 3만명 대의 신도시를 세울 예정이다.
- 만성지구

혁신도시 인근의 전주시 만성동 일대 1.45 km2를 개발한 사업이다. 5500억원이 투입되었으며, 법원·검찰청 등이 입주한 법조타운 및 1만7000명 정도를 수용할 수 있는 공동주택과 공원을 조성하였다. 이 사업은 2008년 한국토지공사가 맡아 2013년 부지조성사업이 준공될 계획이었으나 한국토지공사와 대한주택공사가 합병해 LH가 출범하면서 자금난에 부닥치자 2009년 실시설계용역 단계에서 멈추었다가, 2013년 9월 착공해 2018년에 준공하였다.
- 전주에코시티

전주 북부권 핵심 개발사업이다. 에코시티로 부르기도 하는데, 전주시 송천동에서 35사단을 이전하고 송천동·전미동·호성동 일대의 1.99 km2를 택지 등으로 개발하는 사업이다. 송천동2가에 있던 35사단이 2013년 12월에 임실군 임실읍 대곡리로 이전하였고, 송천2동에 있던 206항공대대도 2018년 12월에 이전하였다. 총 2515억원의 사업비를 투입하여 인구 3만명 정도의 신도시를 세울 예정이며, 2013년 9월 부지 개발을 착공하였다.
- 효천지구

서부신시가지 인근의 전주시 효자동·삼천동 일대 0.67 km2를 개발한 사업으로, 서부신시가지 배후지역으로서 직주근접형 정주공간을 조성하고 서남부지역의 도시자족기능을 강화하기 위해 추진된 사업이다. 2019년에 준공하였으며 주택공급 규모는 총 4539가구이다.

### 정치
전주시는 갑·을·병 선거구 등 총 3개의 선거구가 있다. 16대 국회까지는 2개 선거구였으나, 2004년에 완산구 선거구가 완산구 갑·을 선거구로 분리되어 3개 선거구가 되었다.

## 인구
- 전주시의 연도별 인구 추이[34]

| 연도   | 총인구    |  | 비고                  |
| ------ | --------- |  | --------------------- |
| 1949년 | 100,624명 |  |                       |
| 1955년 | 124,116명 |  |                       |
| 1960년 | 188,216명 |  |                       |
| 1966년 | 220,432명 |  |                       |
| 1970년 | 257,530명 |  |                       |
| 1975년 | 311,393명 |  |                       |
| 1980년 | 367,161명 |  |                       |
| 1985년 | 426,473명 |  |                       |
| 1990년 | 517,059명 |  |                       |
| 1995년 | 563,153명 |  | 외국인: 321           |
| 2000년 | 616,468명 |  | 외국인: 664 (0.1%)    |
| 2005년 | 623,298명 |  | 외국인: 1,206 (0.2%)  |
| 2010년 | 649,728명 |  | 외국인: 3,216 (0.5%)  |
| 2015년 | 658,172명 |  | 외국인: 6,633 (1.0%)  |
| 2019년 | 662,086명 |  | 외국인: 10,994 (1.7%) |

## 관광
- 풍남문

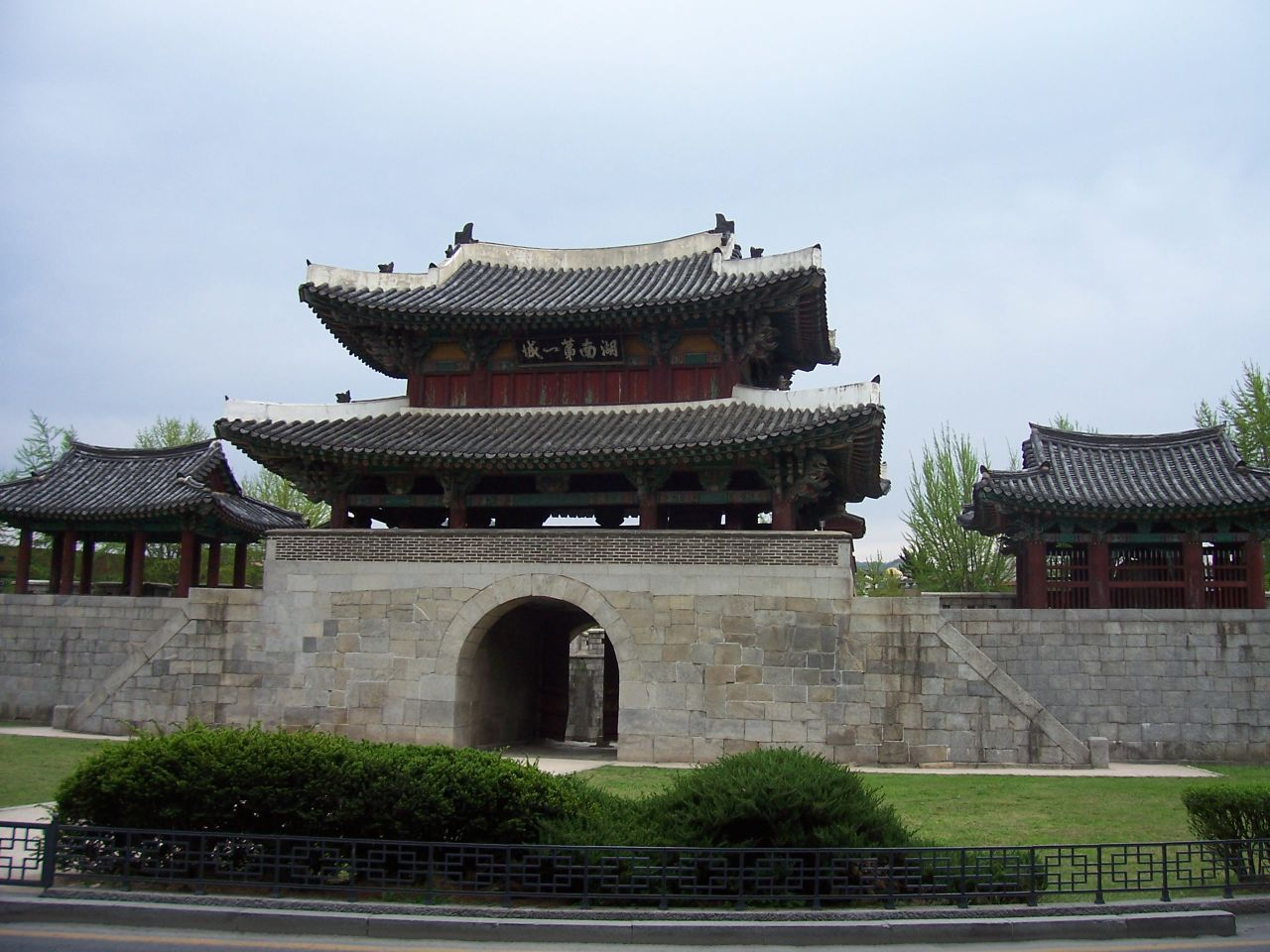
풍남문

풍남문은 보물 제308호이다. 전주를 상징하고 있는 풍남문은 원래 전주부성의 4대문 가운데 남문으로, 고려 공양왕 때 창건되었다가 조선 영조 때 소실되어 문루를 보수하여 남문을 풍남문, 서문을 패서문으로 개칭하였다. 이는 전주가 이씨 조선 왕조의 발상지라는 의미에서 풍패(豊沛)를 각각 머리 글자로 사용했던 것이다.
- 전주 풍패지관

전주 풍패지관는 보물 제583호로, 조선시대의 건축물이다. 조선 초 전주부성을 창건할 때 같이 지은 것으로 추정된다. 그 뒤 1473년(성종 3년)에 전주부윤 조근이 전주사고를 창설할 때 남은 재력으로 개축했다는 기록이 있다. 객사는 빈객을 접대하고 숙박시키는 곳이지만 전패(殿牌)를 모시고 국왕에 대하여 예를 행하던 곳이며 조정의 칙사(勅使)가 오면 이곳에 유숙하면서 교지를 전하기도 하였고, 지방 고관(高官)이 부임하면 먼저 이 곳에 들러 배례(陪隷)를 올렸다.
- 경기전

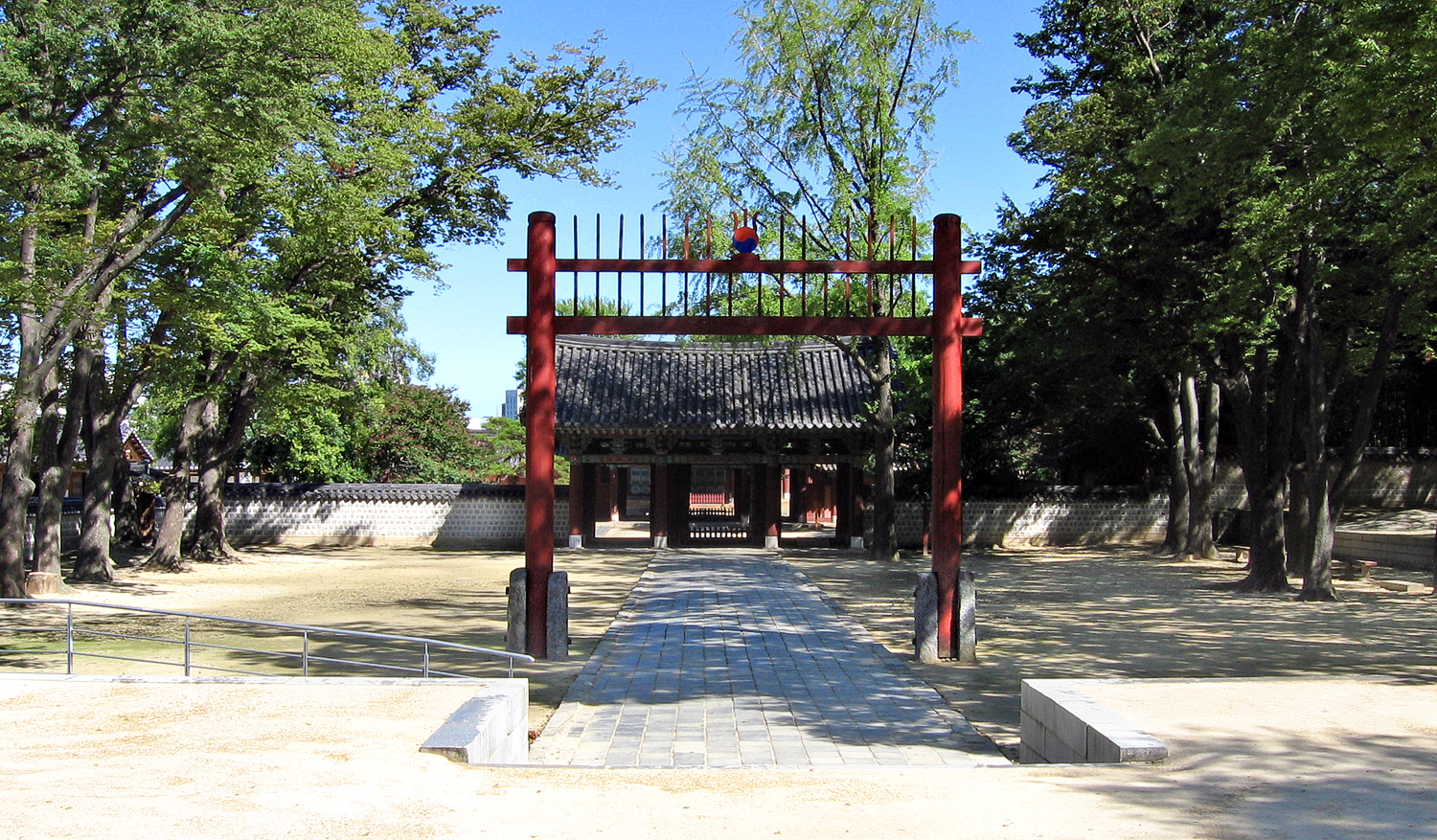
전주 경기전

경기전은 대한민국의 사적 제339호로 전주시 완산구 태조로 44에 위치하고 있다. 조선 태조의 영정(국보 제317호)을 봉안한 전각이다. 임진왜란 때 소실되어 1614년(광해군 6년)에 중건되었다.
- 전주한옥마을

전주한옥마을은 경기전 앞을 지나는 길인 태조로를 중심으로 교동과 풍남동 일대의 도심지에 650여채의 한옥들이 군락을 이루고 있는 곳이다. 이 곳의 전주 전통술박물관에선 한국에서 생산되는 전통주들을 접할 수 있고, 전주 전통한지원에선 닥나무로 한지를 만드는 과정을 볼 수 있다. 그 밖에 전통문화센터, 한옥생활체험관, 공예품 전시관, 기전전통 문화원, 한방문화센터, 전통찻집 등이 있다.
- 전동성당

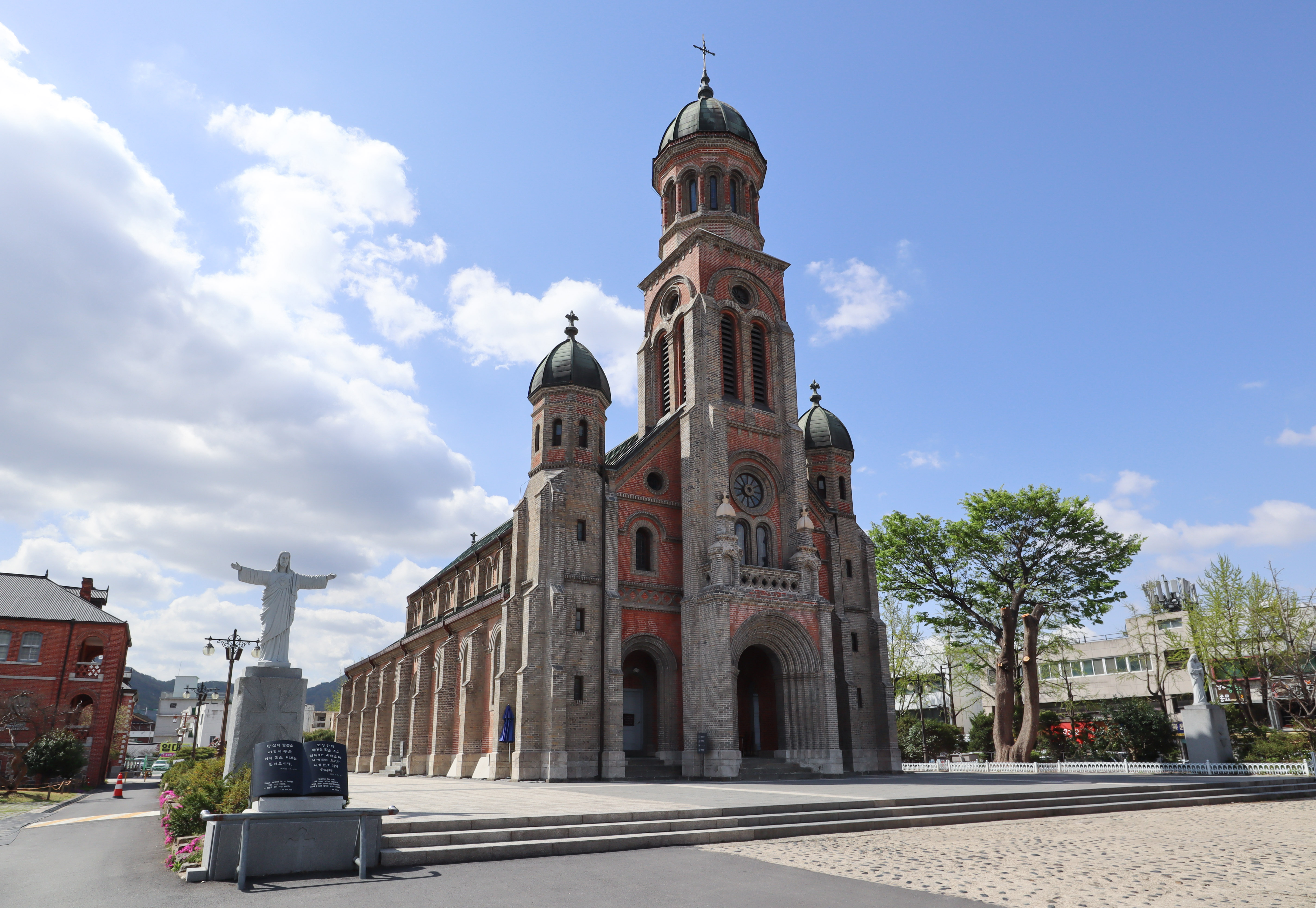
전주 전동성당

전동성당은 전북특별자치도 전주시 완산구 태조로 51(전동 경기전 맞은 편)에 위치하고 있으며 1914년에 준공되었다. 건축면적 약 624m2이며, 호남지역 서양식 근대건축물로써는 가장 오래된 건축물로 사적 제228호에 지정되었다.
- 조경단

조경단은 전북특별자치도 시도기념물 제3호로 덕진에서 약 1 km 들어간 건지산에 있다. 1899년(광무 3년) 5월에 이곳에 단을 쌓고 비를 세워 전주 이씨 시조의 묘소를 정하고 ‘대한조경단’이라 하였다.

## 문화

### 박물관
- 전주역사박물관
- 국립전주박물관
- 전북대학교박물관
- 전주대학교박물관

### 문화예술회관
- 한국소리문화의전당 (덕진구 덕진동)
- 전북예술회관 (완산구 경원동)
- 덕진예술회관 (덕진구 덕진동)
- 전북특별자치도교육청전주학생교육문화관 (덕진구 진북동)
- 전북대학교 삼성문화회관 (덕진구 덕진동)
- 교동아트센터 (완산구 풍남동)

### 행사
- 전주국제영화제
- 전주 약령시 제전 행사
- 전주 종이 문화 축제
- 전주 풍남제
- 전주 대사습놀이 전국대회
- 전주 세계 소리 축제
- 전주 전주퀴어문화축제

### 음식

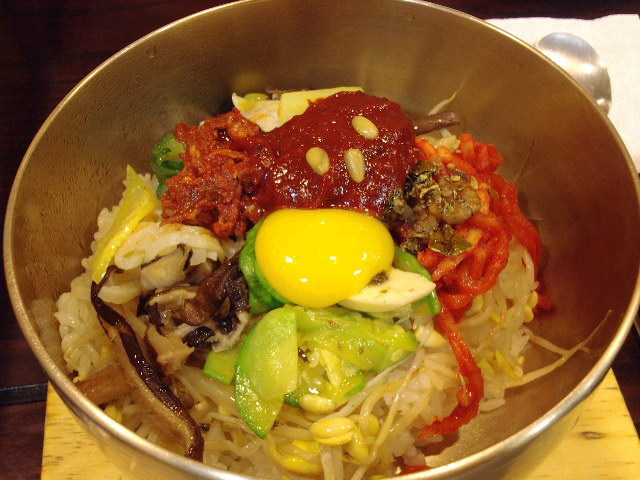
전주 비빔밥

전주는 예전부터 천혜의 자연환경 덕택에 음식문화가 화려하게 꽃피웠던 지역이다. 2012년 국내 최초로 유네스코에서 지정하는 음식창의도시에 선정되었다. 전주비빔밥, 전주한정식, 오모가리탕, 콩나물국밥 등이 유명하다. 전주에는 막걸리 골목이 여럿 있는데 삼천동과 효자동 쪽은 막걸리 한 주전자에 화려한 '기본 안주'가 따라 나오는 것으로 유명하다.

### 공공 도서관
- 전주시립도서관 (완산구 중화산동)
- 완산도서관 (완산구 동완산동)
- 금암도서관 (덕진구 금암동)
- 인후도서관 (덕진구 인후동)
- 삼천도서관 (완산구 삼천동)
- 송천도서관 (덕진구 송천동)
- 서신도서관 (완산구 서신동)
- 평화도서관 (완산구 평화동)
- 아중도서관 (덕진구 인후동)
- 쪽구름도서관 (덕진구 반월동)
- 건지도서관 (덕진구 호성동)
- 효자도서관 (완산구 효자4동)
- 전북특별자치도교육청전주학생교육문화관 (덕진구 진북동)
- 전북시각장애인도서관 (완산구 남노송동)
- 온고을노인도서관 (완산구 중앙동)

## 경제

### 전주시 주요기업[36]
- 현대자동차
- 엘에스엠트론
- 효성첨단소재
- 미원상사
- 삼양사
- 현대에버다임
- 케이씨씨실리콘
- 아데카코리아
- 미래페이퍼
- 삼양화성
- 전북은행
- 가온전선
- 셰플러코리아
- 애경케미칼
- 전북도시가스
- 팜한농
- 계성건설
- 전주페이퍼
- 푸르밀

### 상업

#### 서부신시가지
완산구 효자동 일대에 위치한 신도심이자 전주의 도심을 대표하는 번화가이며, 전북특별자치도청이 위치한 전북특별자치도의 중심지이다.

#### 객사길
조선시대 건축물 객사 주변의 거리로 완산구 고사동에 위치해있다. 전주 영화의 거리도 객사길에 위치해 있다.

#### 전북대학교 구정문
전북대학교 구정문 주변에 위치한 대학로이다.

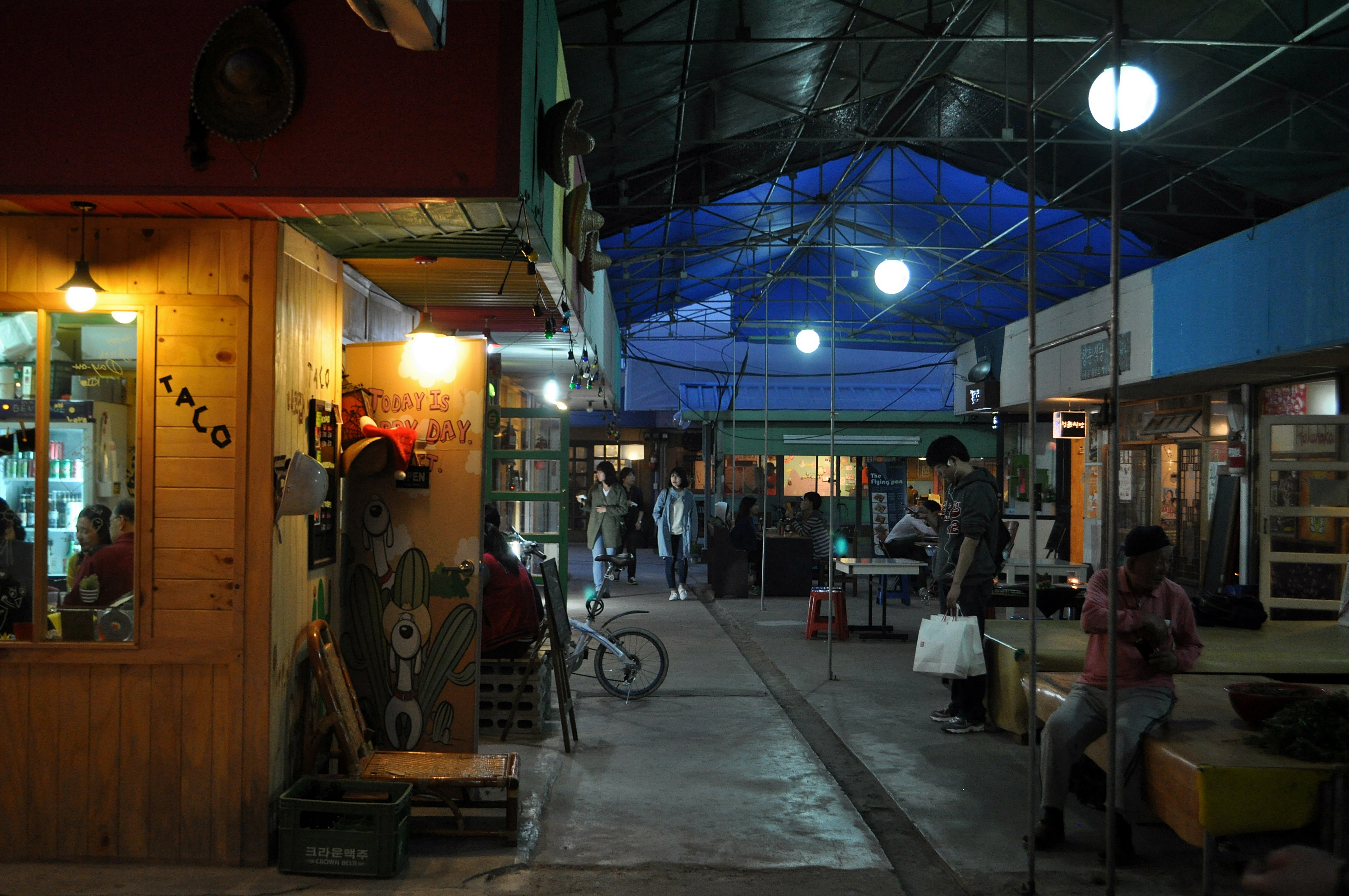
전주 남부시장 2층의 청년몰

#### 재래시장
- 전주남부시장 (완산구 전동)
- 전주모래내시장 (덕진구 인후동)
- 전주중앙시장 (완산구 태평동)
- 전주서부시장 (완산구 효자동)
- 전주동부시장 (완산구 경원동)

#### 공영도매시장
- 전주시농수산물도매시장 (덕진구 송천동)

#### 백화점·대형아울렛
- 롯데백화점 전주점 (완산구 서신동)
- 세이브존 전주코아점 (완산구 서노송동)
- 세이백화점 서전주점 (완산구 효자동)
- 메가월드 (덕진구 송천동)
- NC WAVE 전주객사점 (완산구 고사동)

#### 대형마트
- 이마트 전주점
- 이마트 에코시티점
- 롯데마트 전주점
- 롯데마트 전주송천점
- 홈플러스 전주점
- 홈플러스 전주완산점
- 홈플러스 전주효자점
- 농협 하나로클럽 전주점
- 농협 하나로클럽 효자점

### 의료기관
전주에는 2013년 기준 919개의 의료기관이 있다. 전주에 위치한 상급종합병원, 종합병원, 대학부속병원 등의 주요 의료기관은 다음과 같다.
- 전북대학교병원[a](덕진구 금암동)
- 전주예수병원 (완산구 중화산동)
- 전주병원 (완산구 중화산동)
- 전주고려병원 (덕진구 우아동)
- 원광대부속한방병원 (덕진구 덕진동)
- 우석대부속한방병원 (완산구 중화산동)
- 대자인병원(덕진구 우아동)

### 영화관
- CGV 전주고사점 (완산구 고사동)
- CGV 전주로마네시티점 (덕진구 송천동)
- CGV IMAX 전주효자점 (완산구 효자2동)
- CGV 서전주점 (완산구 효자5동)
- 롯데시네마 전주점 (완산구 서신동)
- 롯데시네마 전주평화점 (완산구 평화동)
- 씨네Q 전주영화의거리점 (완산구 고사동)
- 메가박스 송천점 (덕진구 송천동)
- 메가박스 전주혁신점 (덕진구 장동)
- 전주시네마타운 (완산구 고사동)
- 전주디지털독립영화관 (완산구 고사동)
- 조이앤시네마 (완산구 고사동)

## 교통

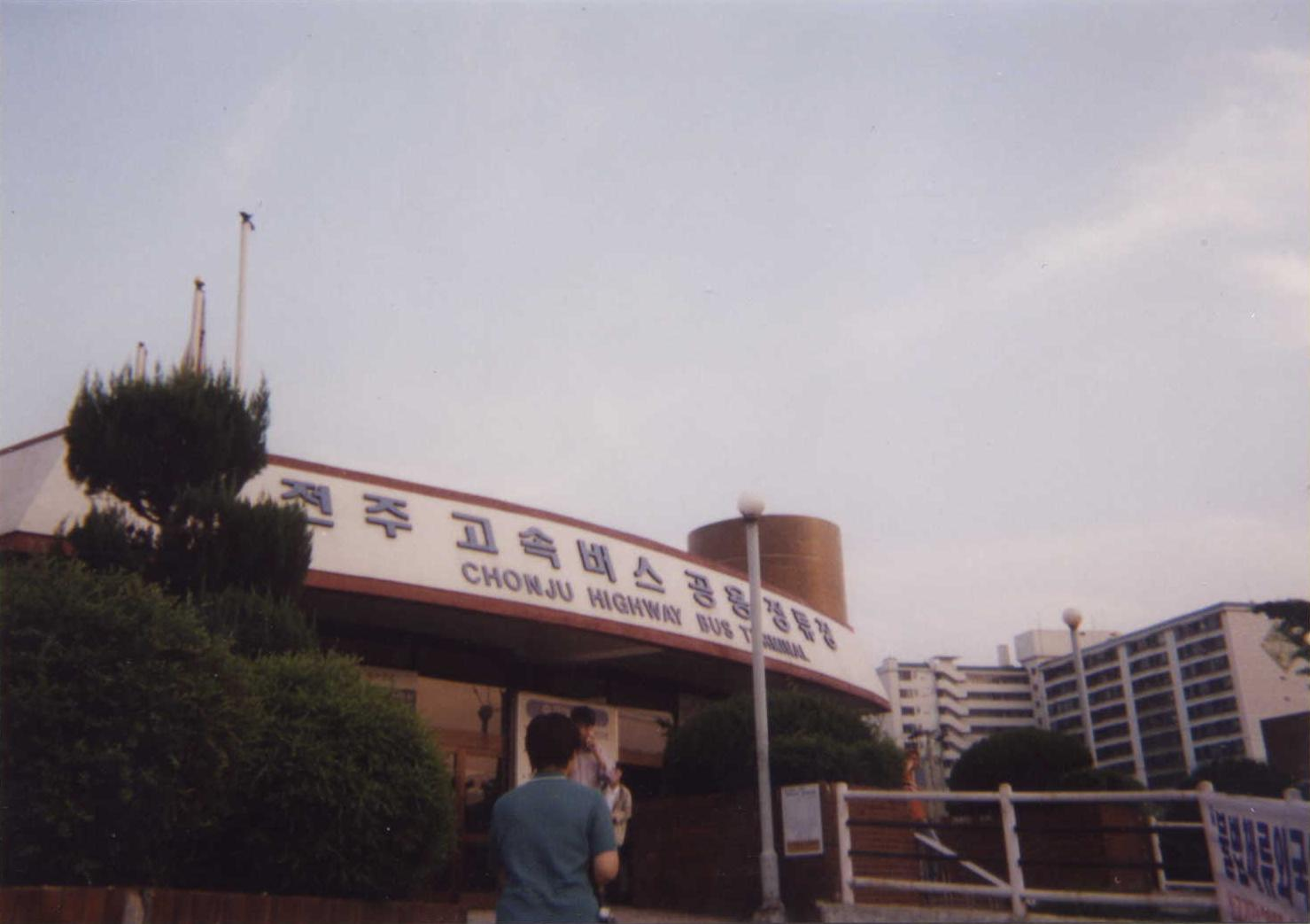
전주고속버스터미널

국도 17호, 21호, 26호선 등이 시내를 통과하며, 1번 국도, 27번 국도는 시내를 우회한다.
여의동2가에 있는 전주 나들목이나 완주군 이서면에 있는 서전주 나들목에서 호남고속도로에, 완주군 용진읍의 완주 나들목이나 소양면의 소양 나들목에서 새만금포항고속도로지선에, 금상동에 있는 동전주 나들목과 완주군 상관면에 있는 상관 나들목에서 순천완주고속도로에 진입할 수 있다.
덕진구 금암동에 있는 전주고속버스터미널과 전주시외버스터미널을 통해 전국 곳곳으로 버스가 운행된다.
전라선(全羅線)이 완주군 삼례읍에서 들어와 동산역, 송천역(폐역), 전주역, 아중역(폐역) 등을 지나 북동쪽으로 돌아 나가며, 옛 전라선의 일부가 화물전용선인 북전주선(北全州線)이라는 이름으로 분기하여 팔복동에서 끝난다. 종전에는 군산역과 임실역 사이에 하루 네 차례 통근열차를 운행했으나, 2008년 1월에 장항선과 구 군산선 일부가 연결되면서 통근열차 운행은 중단되었다.
항공 교통의 경우, 과거에 전주 비행장을 이용해 여객기가 운행되기도 하였으나 현재는 중단되었으며, 가장 가까운 공항으로는 군산공항이 있다.
대중교통 수단으로 시내버스가 전주시, 완주군 삼례읍, 봉동읍, 용진읍, 소양면, 구이면, 김제시 금구면, 백구면, 임실군 관촌면 등을 연결한다. 전주시는 시내 경전철 사업을 추진하다가 2007년에 중단했다.

## 교육
전주시 일반고등학교는 고등학교 평준화 정책을 시행하고 있으며, 매년 12월 중학교 졸업예정자/졸업자 및 고등학교 입학자격 획득자에 대해 내신성적으로 선발한다.
특성화 고등학교 및 기타 고등학교는 학교장의 추천을 통해 내신성적으로 입학인원을 선발한다.

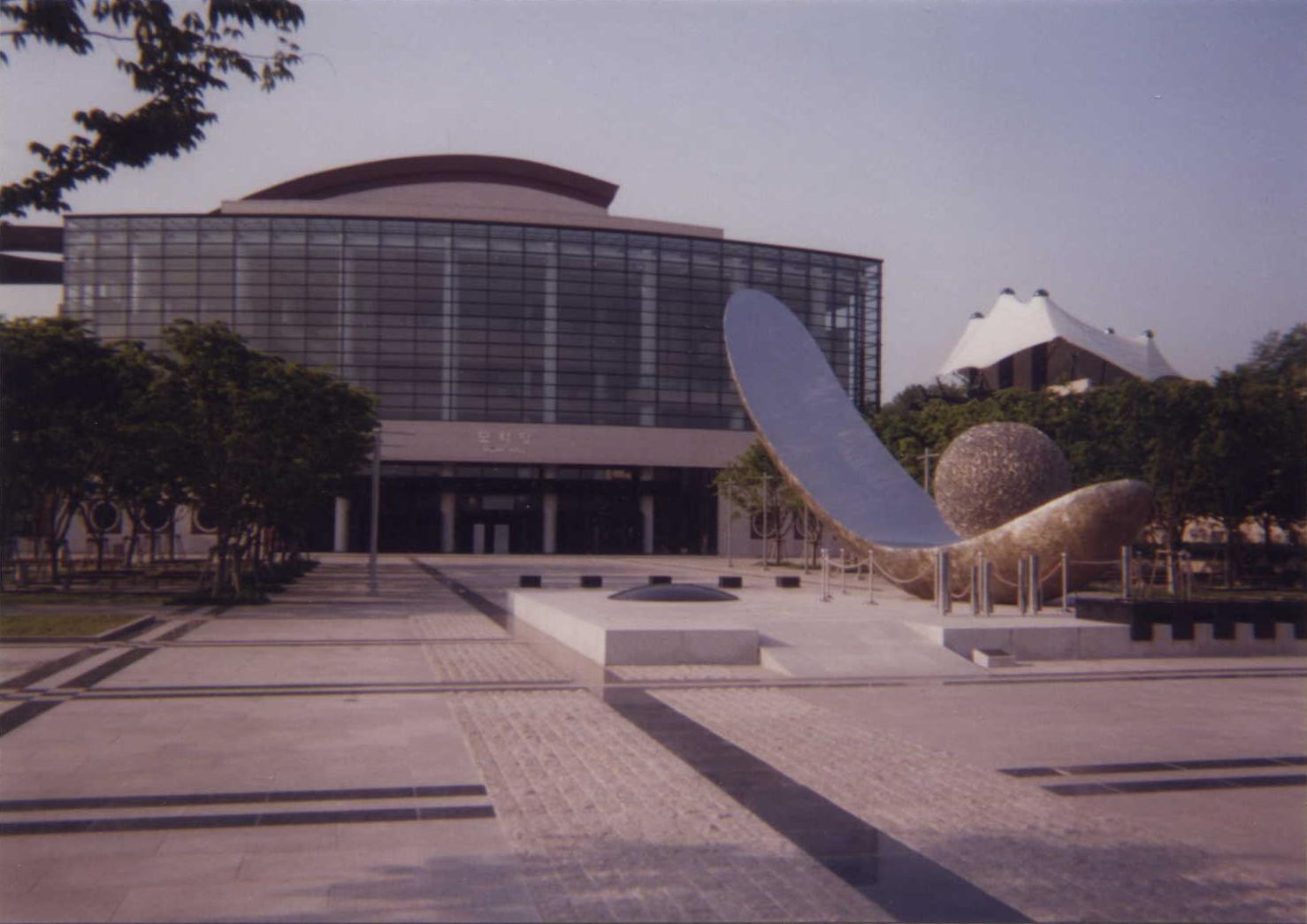
한국소리문화의전당

#### 대학교
국립 대학교
- 전북대학교
- 전주교육대학교

사립 대학교
- 전주대학교
- 예수대학교

전문대학
- 전주비전대학교
- 전주기전대학
- 한국농수산대학교

#### 특수학교
- 동암차돌학교
- 전주선화학교
- 전주유화학교
- 전주은화학교

#### 고등학교
| \| \| - 동암고등학교 - 양현고등학교 - 전북여자고등학교 - 우석고등학교 - 전주공업고등학교 - 전라고등학교 - 전주솔내고등학교 - 전주기전여자고등학교 - 전주영생고등학교 - 전주대학교 사범대학 부설고등학교 - 완산고등학교 - 한국전통문화고등학교 - 전주해성고등학교 - 상산고등학교 - 전주제일고등학교 \| - 전주성심여자고등학교 - 전주상업정보고등학교 - 호남제일고등학교 - 전일고등학교 - 전북대학교 사범대학 부설고등학교 - 전주한일고등학교 - 완산여자고등학교 - 전주신흥고등학교 - 전주근영여자고등학교 - 전주여자고등학교 - 유일여자고등학교 - 전주중앙여자고등학교 - 전주고등학교 - 전주생명과학고등학교 \| | | |
| | - 동암고등학교 - 양현고등학교 - 전북여자고등학교 - 우석고등학교 - 전주공업고등학교 - 전라고등학교 - 전주솔내고등학교 - 전주기전여자고등학교 - 전주영생고등학교 - 전주대학교 사범대학 부설고등학교 - 완산고등학교 - 한국전통문화고등학교 - 전주해성고등학교 - 상산고등학교 - 전주제일고등학교 | - 전주성심여자고등학교 - 전주상업정보고등학교 - 호남제일고등학교 - 전일고등학교 - 전북대학교 사범대학 부설고등학교 - 전주한일고등학교 - 완산여자고등학교 - 전주신흥고등학교 - 전주근영여자고등학교 - 전주여자고등학교 - 유일여자고등학교 - 전주중앙여자고등학교 - 전주고등학교 - 전주생명과학고등학교 |

## FM 라디오 주파수 방송 목록
- 88.3 - 전주KBS 제1라디오 (구례 노고단)
- 89.7 - BBS 광주불교방송 (광주 무등산)
- 90.1 - JTV 매직FM (전주 모악산)
- 90.5 - 광주KBS 제1라디오 (광주 무등산)
- 90.7 - 전북CBS 표준FM (남원 교룡산)
- 91.1 - febc 전북극동방송 (익산 미륵산)
- 91.5 - 광주MBC FM4U (광주 무등산)
- 92.3 - 광주KBS 클래식FM (광주 무등산)
- 92.9 - 전주KBS 제2라디오 해피FM (전주 모악산)
- 93.1 - febc 광주극동방송 (광주 무등산)
- 93.9 - 광주MBC 표준FM (광주 무등산)
- 94.3 - 전주MBC 표준FM (전주 모악산)
- 95.1 - 광주MBC FM4U (구례 노고단)
- 95.3 - 전주국악방송 (익산 미륵산)
- 95.5 - 광주KBS 제2라디오 해피FM (광주 무등산)
- 95.9 - 남원국악방송 (남원 교룡산)
- 96.3 - 전북CBS 표준FM (고창)
- 96.9 - 전주KBS 제1라디오 (전주 모악산)
- 97.3 - TBN 광주교통방송 (광주 무등산)
- 97.9 - WBS 전북원음방송 (전주 모악산)
- 98.7 - GGN 글로벌광주방송 (광주 무등산)
- 99.1 - 전주MBC FM4U (전주 모악산)
- 99.9 - cpbc 광주가톨릭평화방송 (광주 무등산)
- 100.7 - 전주KBS 클래식FM (전주 모악산)
- 101.1 - 광주kbc 마이FM (광주 무등산)
- 101.7 - 전주MBC 표준FM (구례 노고단)
- 102.5 - TBN 전북교통방송 (전주 모악산)
- 103.1 - 광주CBS 표준FM (광주 무등산)
- 103.7 - 전북CBS 표준FM (전주 모악산)
- 104.5 - 전주KBS 클래식FM (구례 노고단)
- 104.9 - EBS 라디오 (고창)
- 105.3 - EBS 라디오 (광주 무등산)
- 106.1 - TBN 전북교통방송 (장수 팔공산)
- 106.9 - EBS 라디오 (전주 모악산)
- 107.5 - EBS 라디오 (구례 노고단)

## 스포츠

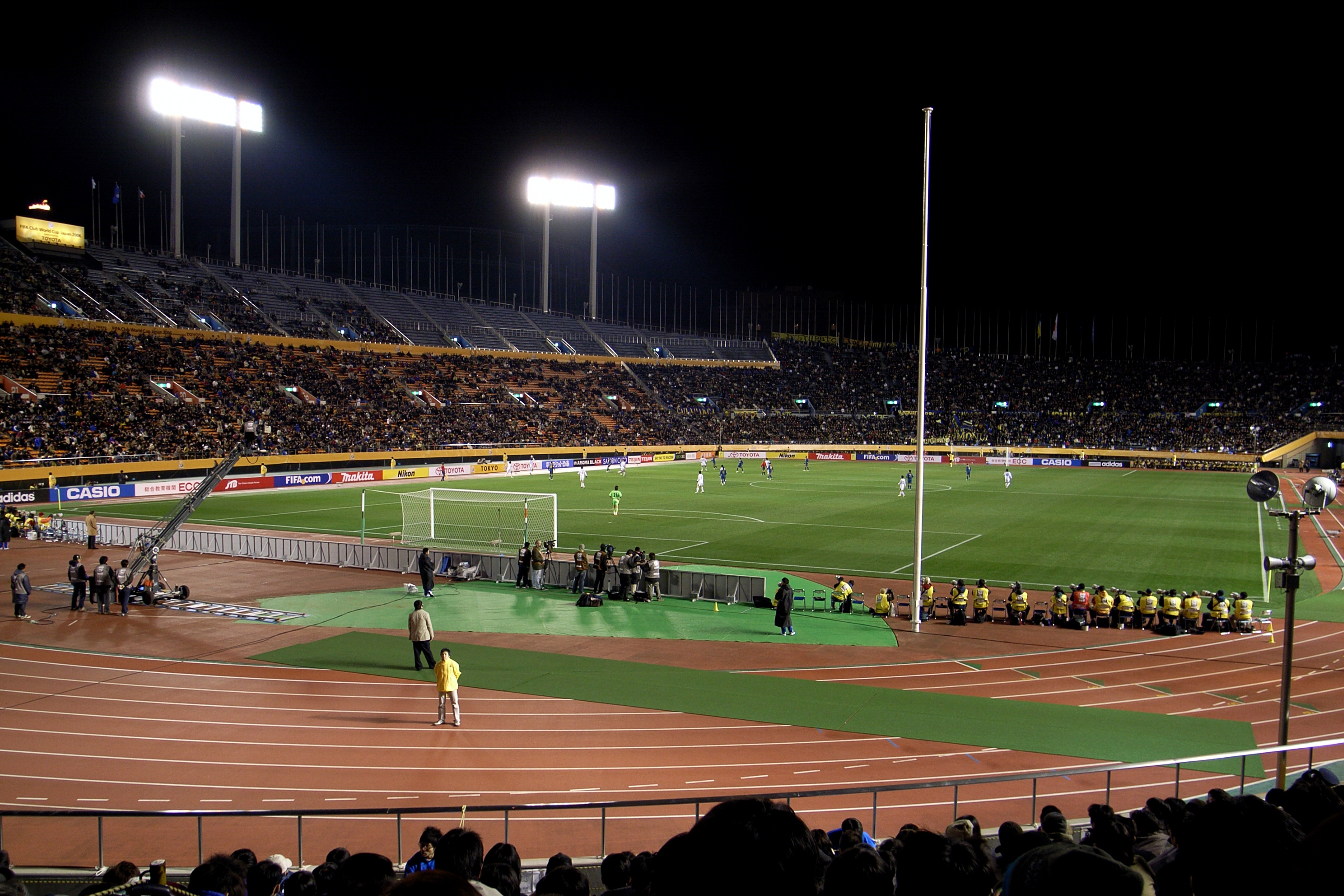
전북 현대 모터스

프로축구 K리그1 소속인 전북 현대 모터스가 전주월드컵경기장을 홈구장으로 삼고 있으며, K4리그 소속인 전북 현대 모터스 B와 전주시민축구단이 각각 전주월드컵경기장 보조구장과 전주종합경기장을 홈구장으로 삼고 있다.
FK리그의 전주매그FC가 전주시를 홈으로 삼고 있다.

## 국제 교류

### 자매 도시
전주시의 자매 도시는 다음과 같다.
- 미국 샌디에고 (1983. 05. 20 ~ )
- 중국 쑤저우시 (1996. 03. 21 ~ )
- 일본 가나자와시 (2002. 04. 30 ~ )
- 튀르키예 안탈리아 (2013. 07. 04 ~ )

### 우호 도시
전주시의 우호 도시는 다음과 같다.
- 미국 호놀룰루 (2004. 12. 20 ~ )
- 중국 선양시 (2006. 07. 17 ~ )
- 중국 창춘시 (2006. 07. 18 ~ )
- 이탈리아 피렌체 (2007. 03. 28 ~ )
- 중국 시닝시 (2012. 06. 11 ~ )

## 갤러리

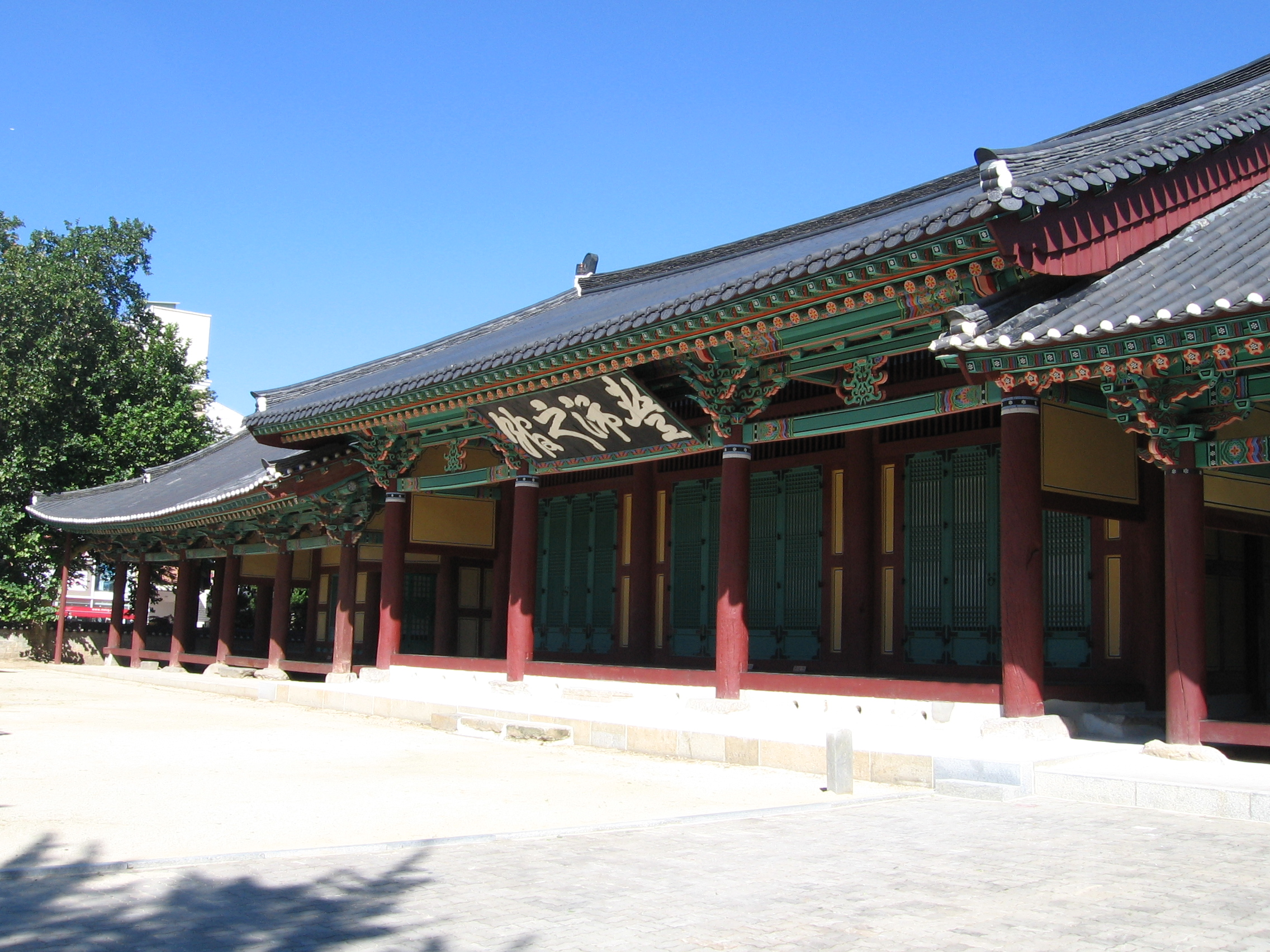
전주객사
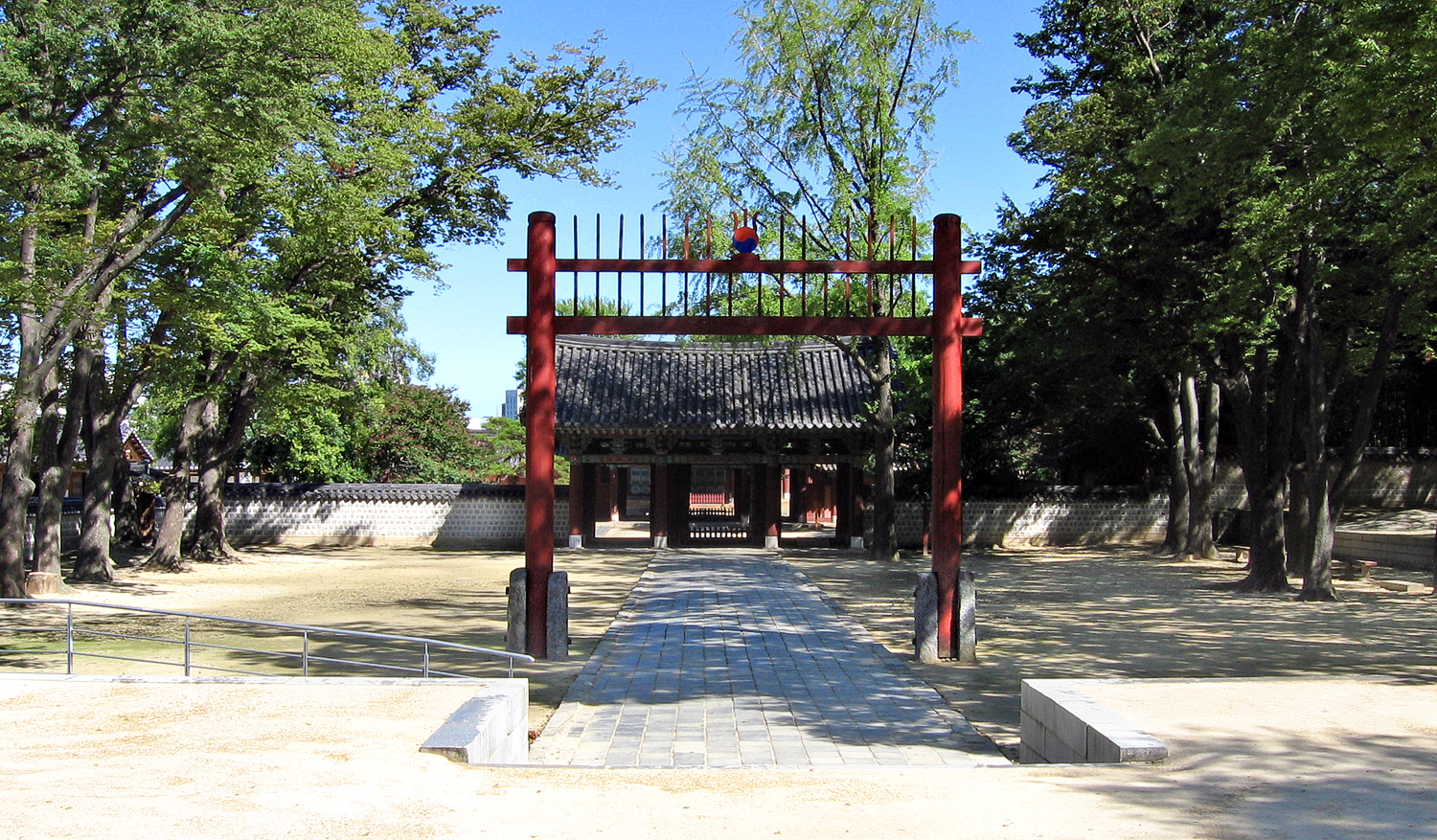
전주 경기전 정전
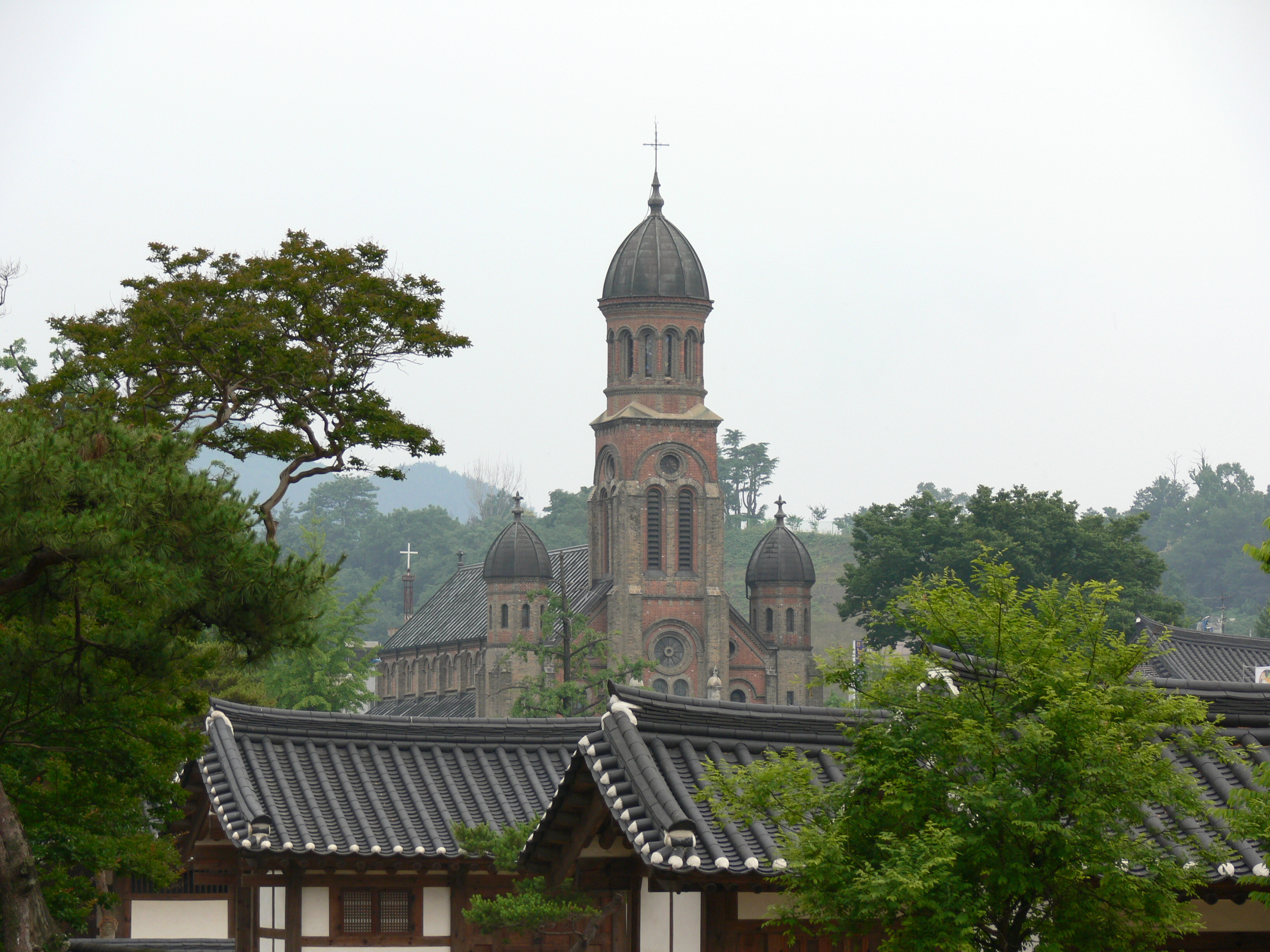
전동성당
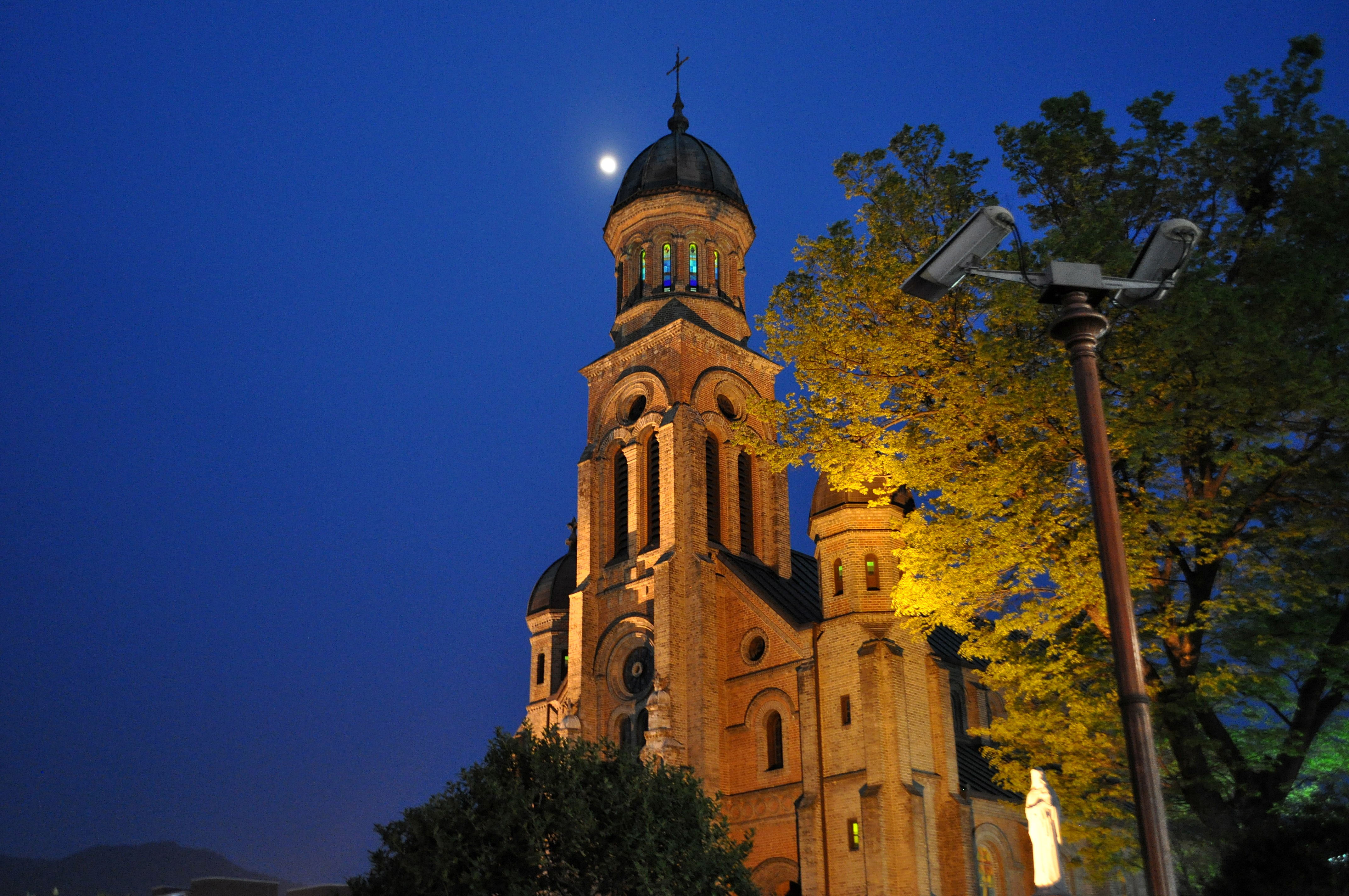
전동성당 야경
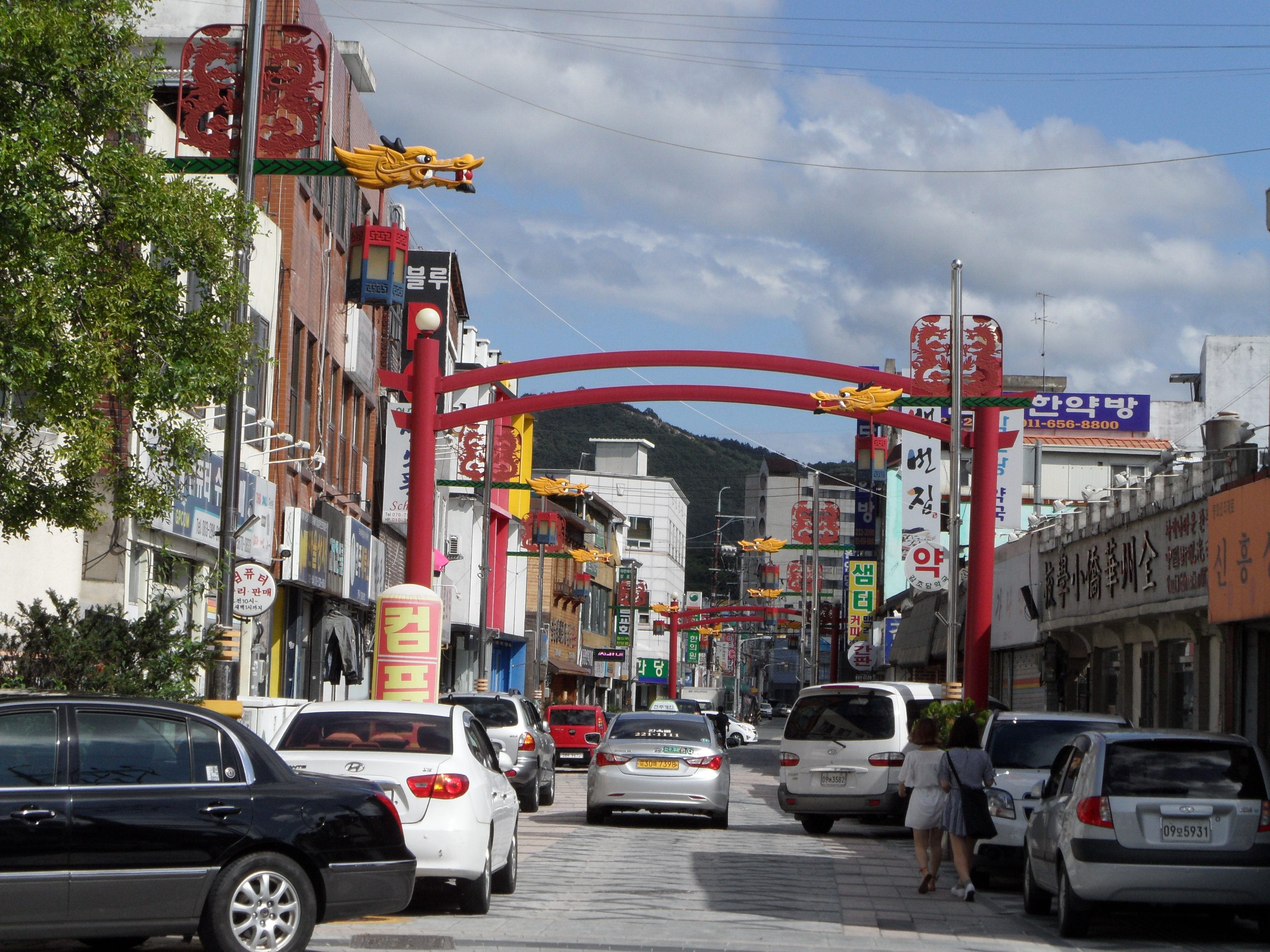
전주 차이나타운
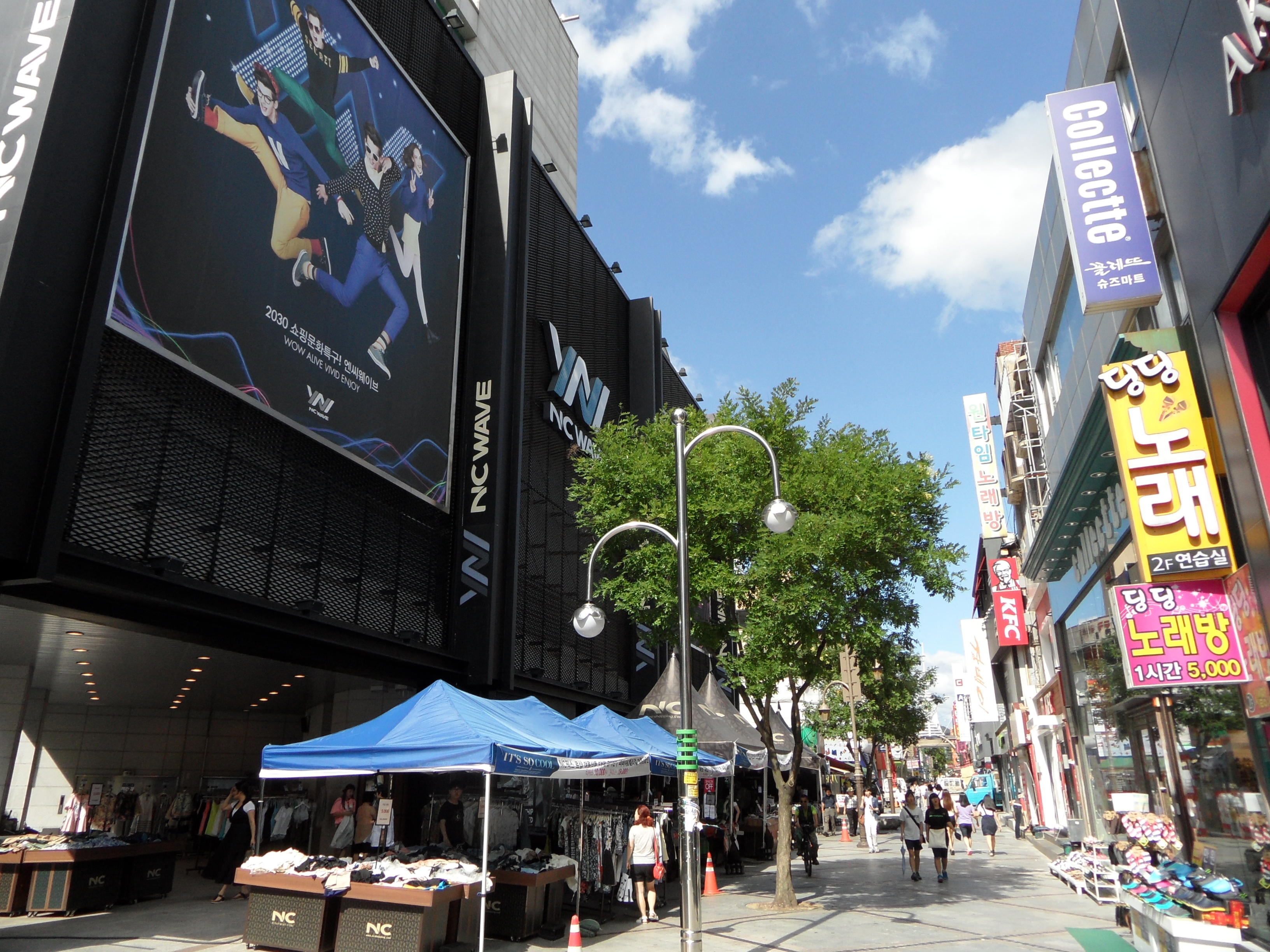
객사 쇼핑 구역
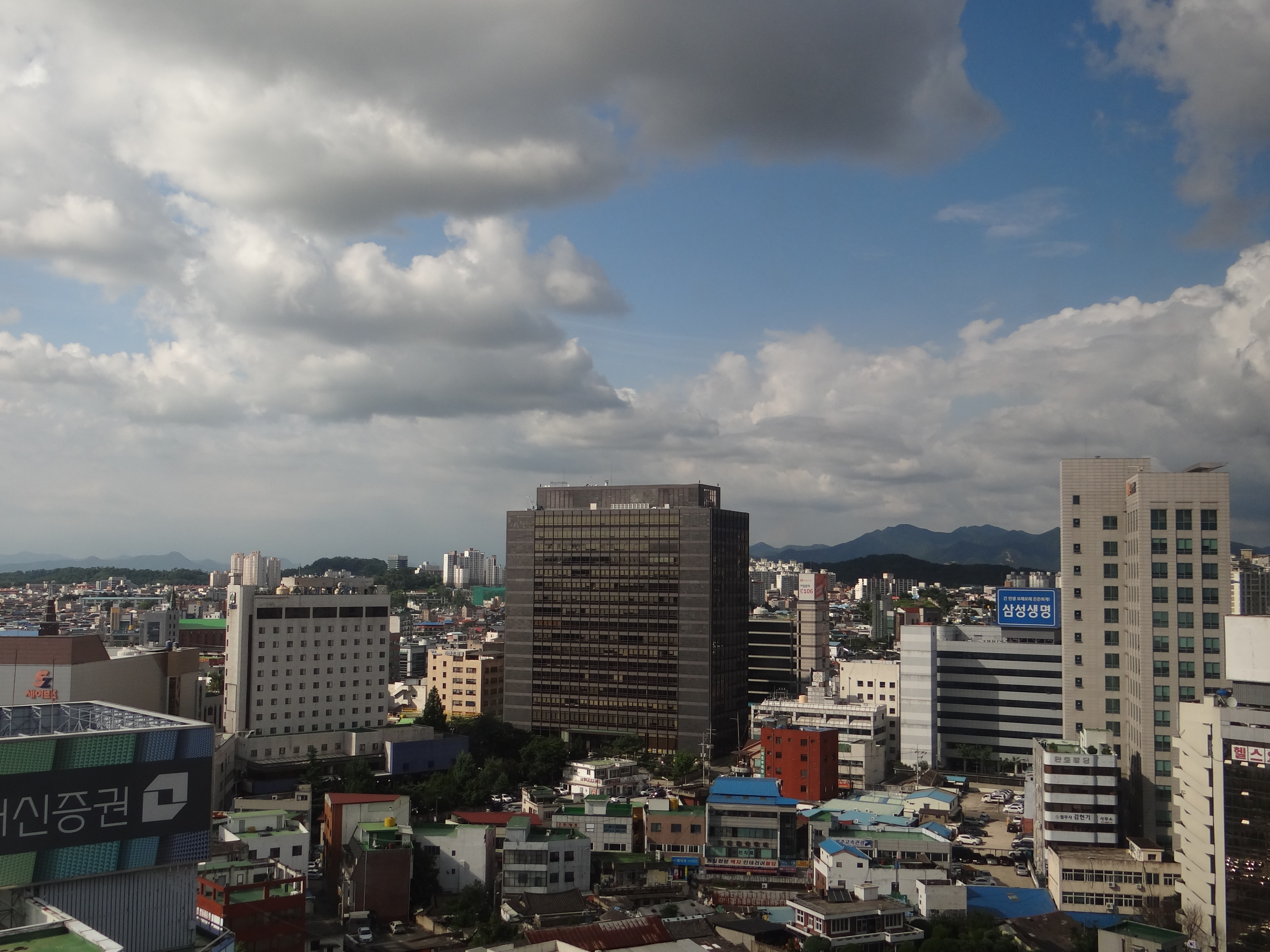
전주도심 - 2018년 7월 (1)
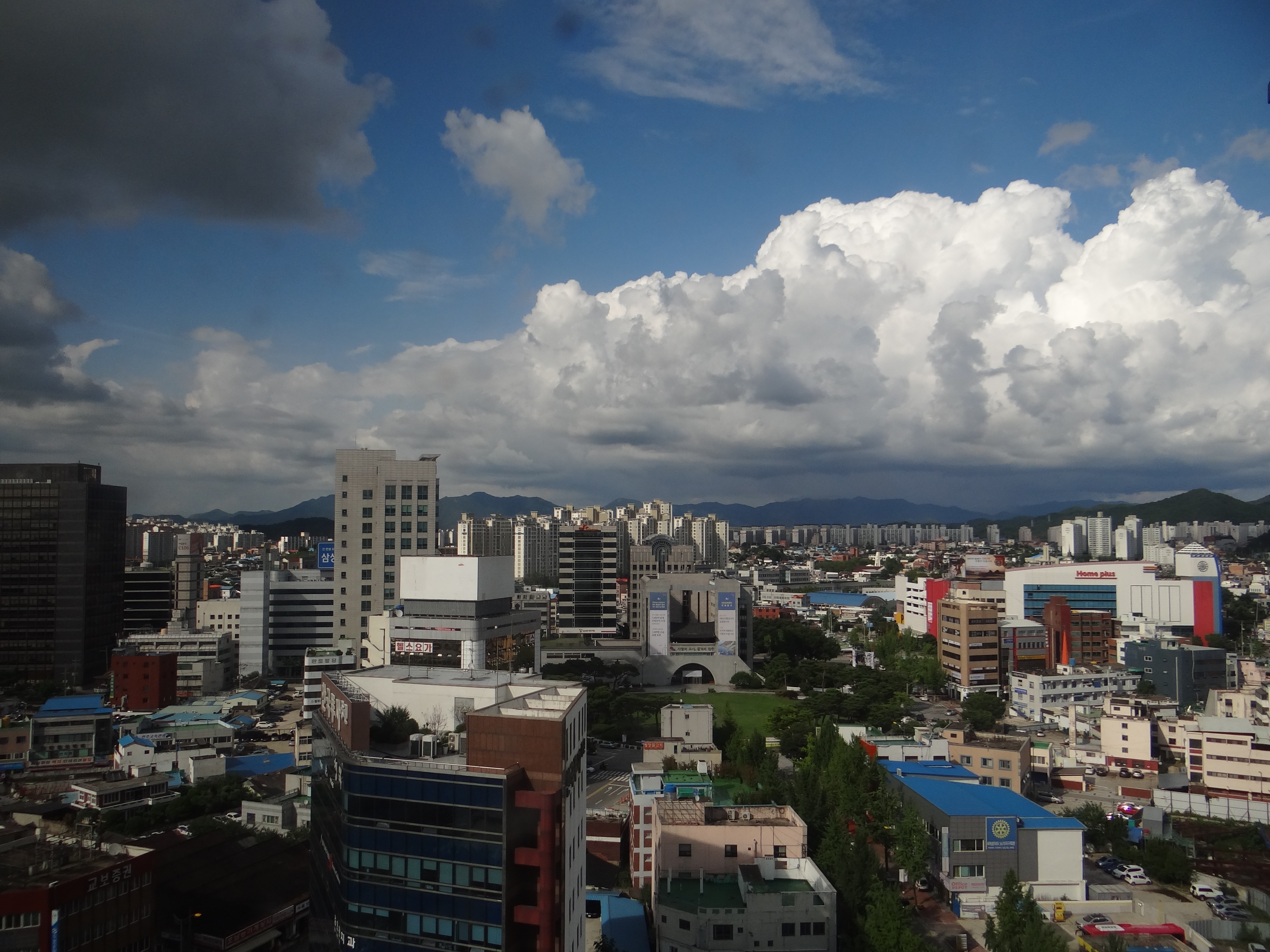
전주도심 - 2018년 7월 (2) - 전주시청.
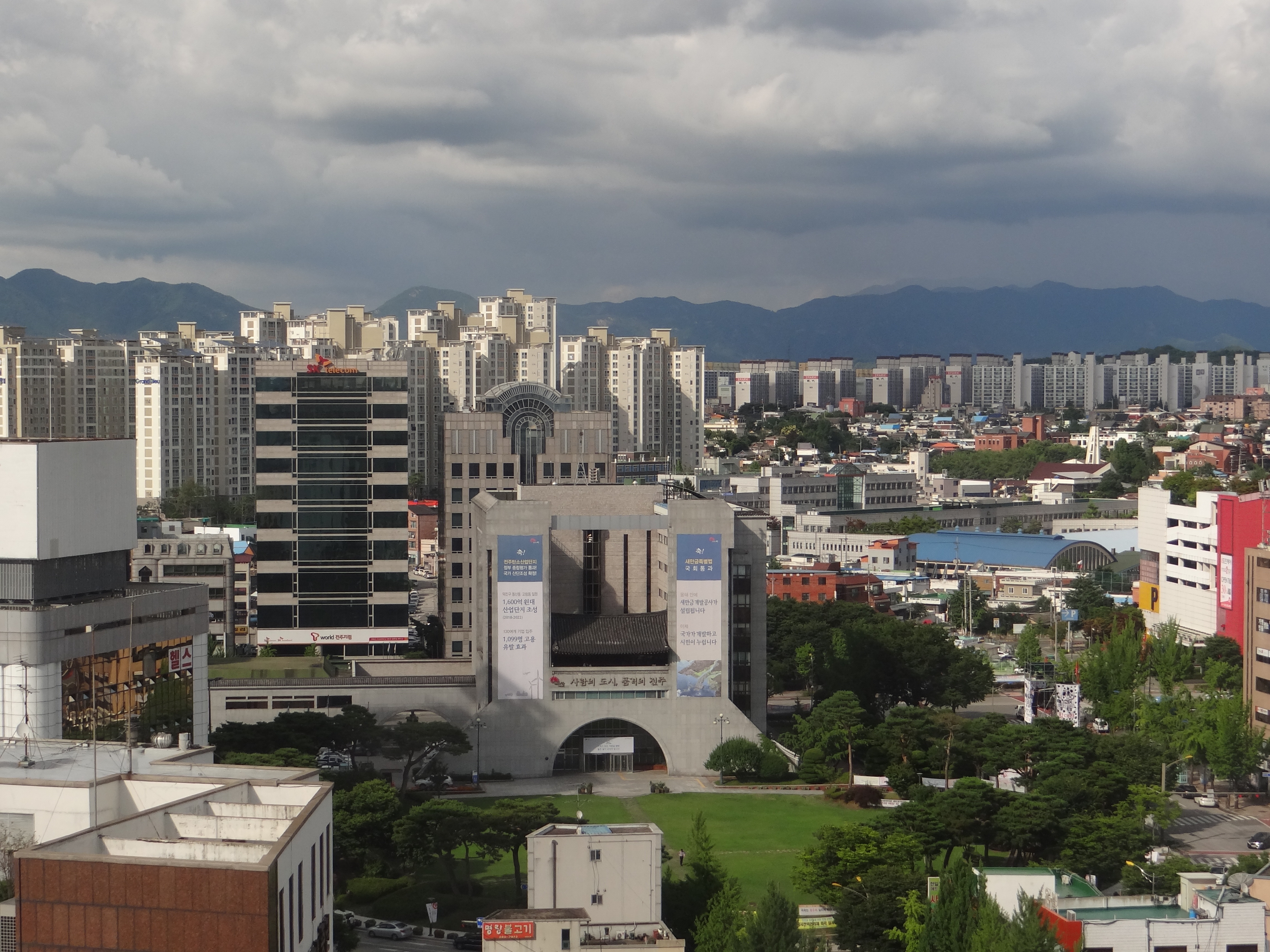
전주도심 - 2018년 7월 (3) - 전주시청.
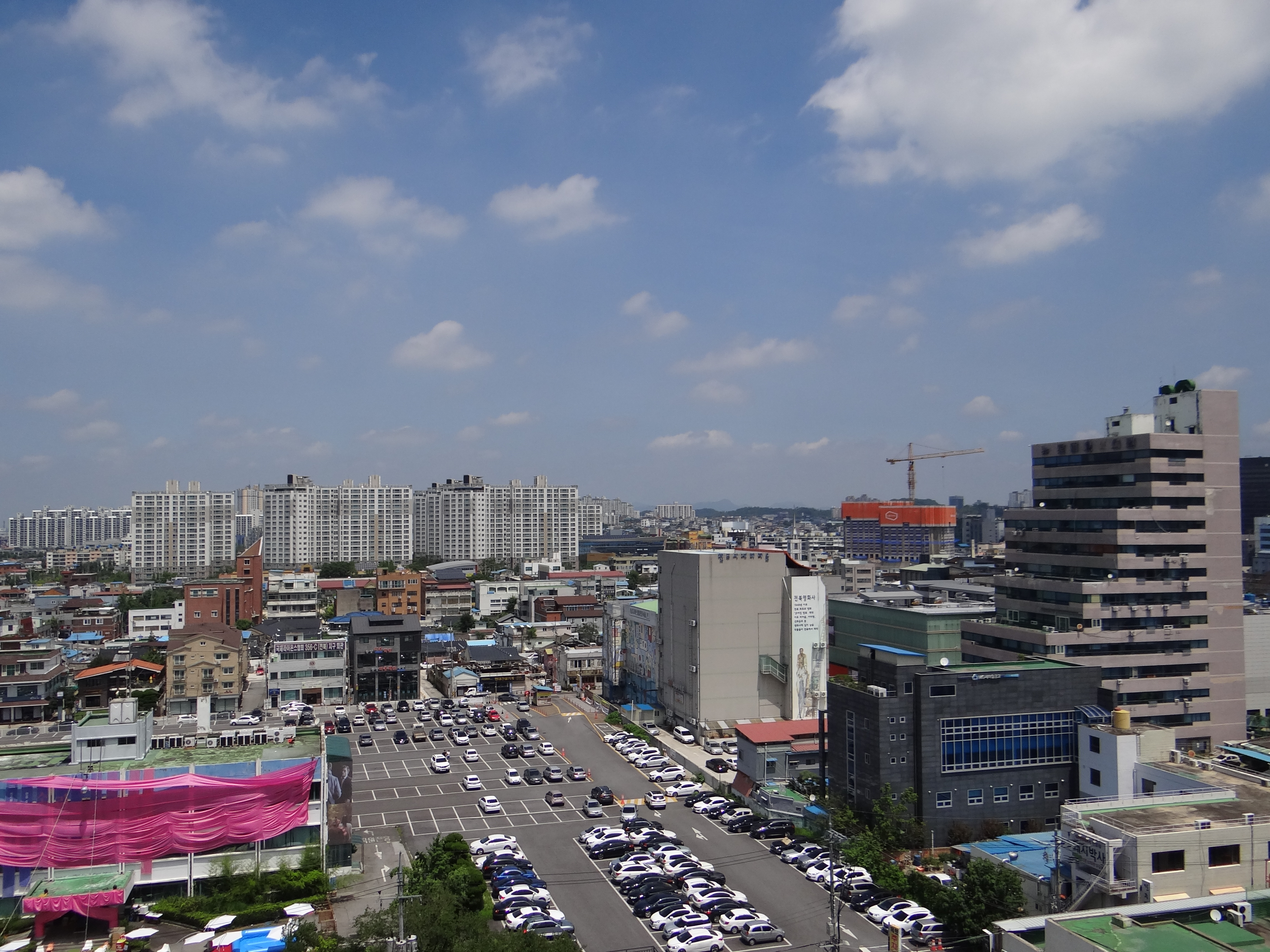
전주도심 - 2018년 7월 (5)

## 같이 보기
- 대한민국의 설치순 도시 목록